# Закон о коммунистах
Закон о коммунистах (дат. Kommunistloven), полное название — Закон о запрете коммунистических организаций и коммунистической деятельности (дат. Lov om Forbud mod kommunistiske Foreninger og mod kommunistisk Virksomhed) — датский закон, утверждённый 22 августа 1941 и объявлявший вне закона все коммунистические организации Дании, в первую очередь Коммунистическую партию Дании.
Закон был единогласно принят датским риксдагом и подписан королём Кристианом X, но при этом приобрёл обратную силу — законное основание обрёл арест около 300 коммунистов, задержанных с 22 июня 1941 и интернированных. По закону началась облава на всех коммунистов как на источник угрозы национальной безопасности: так были арестованы три депутата по подозрению в симпатиях к коммунистам (в том числе Вилли Фулгсанг). 150 коммунистов были сосланы в концлагерь Штуттгоф, где 22 человека умерли.
Закон о коммунистах был принят вопреки положениям Конституции Дании о свободе собраний и объединений, однако при обсуждении закона подобные меры объяснялись крайней необходимостью. Аресты депутатов Риксдага не были одобрены никем из присутствовавших, однако Торвальд Стаунинг, премьер-министр Дании, арестам не препятствовал, чем вызвал волну критики в свой адрес, в том числе внутри собственной социал-демократической партии.
Окончательная отмена закона состоялась после Второй мировой войны, а в 1953 году в Конституцию Дании внесли поправки, запрещавшие арестовывать человека на основании его политических убеждений. Закон о коммунистах юристы и историки называли «позорным» в истории Дании, а для датских коммунистов время действия закона стало одной из самых мрачных страниц в истории.
Датский писатель Ханс Шерфиг был арестован по этому закону в 1941 году и бежал из тюрьмы в 1943 году, уйдя в подполье. Он выразил свои эмоции и чувства, которые испытывал во время пребывания под арестом, в своём романе «Замок Фрюденхольм» (1962).